# Gulnaz Zhuzbaeva
Gulnaz Zhuzbaeva (en rus Гульназ Жузбаева, de vegades transliterat com Gulnaz Juzbaeva) és una activista en favor dels drets de les persones invidents kirguís. És, a més, fundadora i directora de la Federació d'Invidents del Kirguizstan i ha organitzat tallers perquè persones cegues puguin fer vida sense ser ajudades.

## Biografia
Des que era ben petita, als 3 anys, els seus pares van detectar que tenia problemes de visió. En l'escola rural on anava, era sovint assetjada pels seus companys per ser cega. És per això que va ocultar durant molt temps la seva condició. En acabar l'escola, els seus pares no volien que anés a la universitat, ja que no creien que es pogués independitzar. Igualment, ella va estudiar, un any més tard, llengües estrangeres a la Universitat Estatal de Karakol. Parla anglès, japonès, rus i kirguís.
Posteriorment, va fer de professora d'anglès en una escola de Bosteri, un poble de la província d'Issik Kul. Després del suïcidi de la seva millor amiga, professora de matemàtiques, va entrar en una depressió i va decidir traslladar-se a la capital, Bixkek. Com que no trobava feina de professora, va decidir traslladar-se als Estats Units per millorar el seu anglès, després de treballar uns mesos com a massatgista. A Louisiana, li van fer una bona acollida i, amb l'ajuda d'un bastó va poder aprendre a ser més independent.
El 23 d'abril de 2018, Gulnaz Zhuzbaeva es va convertir en la primera estudiant del Kirguizstan a rebre un llibre en format accessible per invidents d'un altre país, a través del Tractat de Marràqueix.
Zhuzbaeva és membre del Central Eurasia Leadership Alliance (Aliança del Lideratge d'Euràsia Central). El 23 de novembre del 2020, Zhuzbaeva va figurar a la llista de les 100 dones més influents de l'any que publica la BBC anualment.